# Gianpaolo Calajò
Gianpaolo Calajò (Palermo, 22 aprile 1973) è un kickboxer italiano, campione del mondo di kickboxing, specialità semi-contact, ex membro della nazionale italiana di Kickboxing, già allenatore della nazionale italiana junioriores, oggi allenatore del Team Aikya e della nazionale di Kickboxing norvegese.

## Biografia
Gianpaolo Calajò si è formato, a Palermo, sotto la guida di Tony Cardella. È stato per alcuni anni l'allenatore della nazionale italiana juniores ed è oggi l'allenatore della nazionale norvegese. Calajò è inoltre coach del Team Bestfighters, insieme a Gianfranco Rizzi e Nicola Traina ed insegnante di kickboxing a Palermo, specialità semi-contact.
Ha fondato a Palermo il Team Aikya, club sportivo attualmente Campione d'Italia. Nell'edizione 2009 dei Campionati Italiani F.I.KB di Fiuggi, del 17, 18 e 19 aprile, specialità semi-contact, il Team guidato da Calajò ha infatti consolidato il successo dell'anno precedente.
Fanno parte del Team Aikya oltre 200 atleti, fra cui numerosi titolari della nazionale italiana kickboxing e campioni italiani, quali Gregorio Di Leo, Andrea Lucchese, Roberto Guiducci e Luisa Gullotti.
Nel corso degli anni, Calajò ha partecipato a numerose competizioni nazionali e internazionali, riportando numerosi titoli, fra cui campione mondiale W.A.K.O. nell'anno 1999, sempre nella specialità semi-contact.
Gianpaolo Calajò ha fatto parte per 5 anni della nazionale italiana kickboxing con atleti del calibro di Emanuele Bozzolani, attualmente coach della nazionale italiana, Tiziana Zennaro, Marco Ferrarese e Luisa Lico.
Gianpaolo Calajò è sposato con la campionessa di kickboxing norvegese Anita Madsen.

## Carriera sportiva

### Anno 1999
- Campione mondiale Kickboxing semicontact